# Bröbberow
Bröbberow ist eine Gemeinde im Landkreis Rostock in Mecklenburg-Vorpommern (Deutschland). Die Gemeinde wird vom Amt Schwaan mit Sitz in der gleichnamigen Stadt verwaltet.

## Geografie
Die Gemeinde Bröbberow liegt an der Beke, einem linken Nebenfluss der unteren Warnow. Die Stadt Schwaan ist etwa sechs Kilometer entfernt, Rostock etwa 16 Kilometer.
Umgeben wird Bröbberow von den Nachbargemeinden Ziesendorf im Norden, Benitz im Nordosten, Schwaan im Süden, Klein Belitz im Südwesten sowie Satow im Nordwesten.
Zu Bröbberow gehören die Orte Bröbberow, Groß Grenz und Klein Grenz.

## Geschichte
Bröbberow, wahrscheinlich als Preberow im 16. Jahrhundert gegründet, gehörte nachweislich bereits 1550 zum Amt Schwaan. Der Ortsname von Groß Grenz könnte von der Lage des Dorfes an der Grenze des ehemaligen Fürstentums Werle abgeleitet sein. Am 17. Mai 1278 wurde Groß Grenz und am 5. Februar 1283 Kleingrenz erstmals in ein Verkaufsurkunde der Fürsten Heinrich und Johann von Werle an das Kloster Doberan urkundlich erwähnt. Besiedelt wurde die Gegend aber schon weit früher. So wurde in einem Grabhügel auf einem Kiesberg bei Klein Grenz ein aus der Bronzezeit stammender Frauenschmuck gefunden.
Nach der Reformation und Auflösung des Klosters Doberan wurde Groß Grenz landesherrliches Dominialdorf im Amt Schwaan. Bis zum Jahr 1640 leisteten die Dörfer noch Abgaben an die Universität Rostock.
Im Dreißigjährigen Krieg wurden sieben von zehn Bauernwirtschaften zerstört und auch die anderen drei verloren ihre Selbständigkeit. Im Jahr 1631 übernachtete in Groß Grenz der Wallensteinsche Statthalter Graf Berthold von Wallenstein.
Bröbberow war bis zum Jahr 1945 Dominialhof des Landes im Amt Schwaan. Seit dem 1. Juli 1950 gehören Bröbberow, Groß Grenz und Klein Grenz zur Einheitsgemeinde Bröbberow. Die Kreiszuständigkeit wechselte mit den Jahren einige Male und seit 1994 gehört die Gemeinde zum Landkreis Bad Doberan, der 2011 im Landkreis Rostock aufging.
Im Jahr 1945 gab es in Klein Grenz zehn Bauernstellen, drei Büdnereien und sechs Häuslereien sowie eine Schule.
Seit 1950 gab es folgende Bürgermeister: bis 1957 Herr Braun, bis 1974 Herr Rose, bis 1999 Herr Roepke und seitdem Herr Marklein.

## Politik

### Gemeindevertretung und Bürgermeister
Der Gemeinderat besteht (inkl. Bürgermeister) aus 9 Mitgliedern. Die Wahl zum Gemeinderat am 26. Mai 2019 hatte folgende Ergebnisse:
| Partei/Bewerber                         | Sitze |
| --------------------------------------- | ----- |
| WG Dorfgemeinschaft Bröbberow/Grenz     | 4     |
| WG Bröbberow Gemeinsam Und Demokratisch | 4     |

Bürgermeister der Gemeinde ist Steffen Marklein, er wurde mit 61,94 % der Stimmen  gewählt.

## Kultur
- Kulturverein 'Kiek In'[4] mit Kino als örtliche Vertretung des Landesverbandes Filmkommunikation Mecklenburg-Vorpommern mit monatlichem Programmkino in der Feuerwehr Groß Grenz
- Grünkohlessen und weitere Feste
- Im Jahr 2018 erklärte die Stiftung Lesen Bröbberow – obgleich das Dorf keine Stadt ist – zur „Vorlesestadt“. Damit wurde die einzigartige Beteiligung der Bewohner am Vorlesetag ausgezeichnet.[5]

## Sehenswürdigkeiten

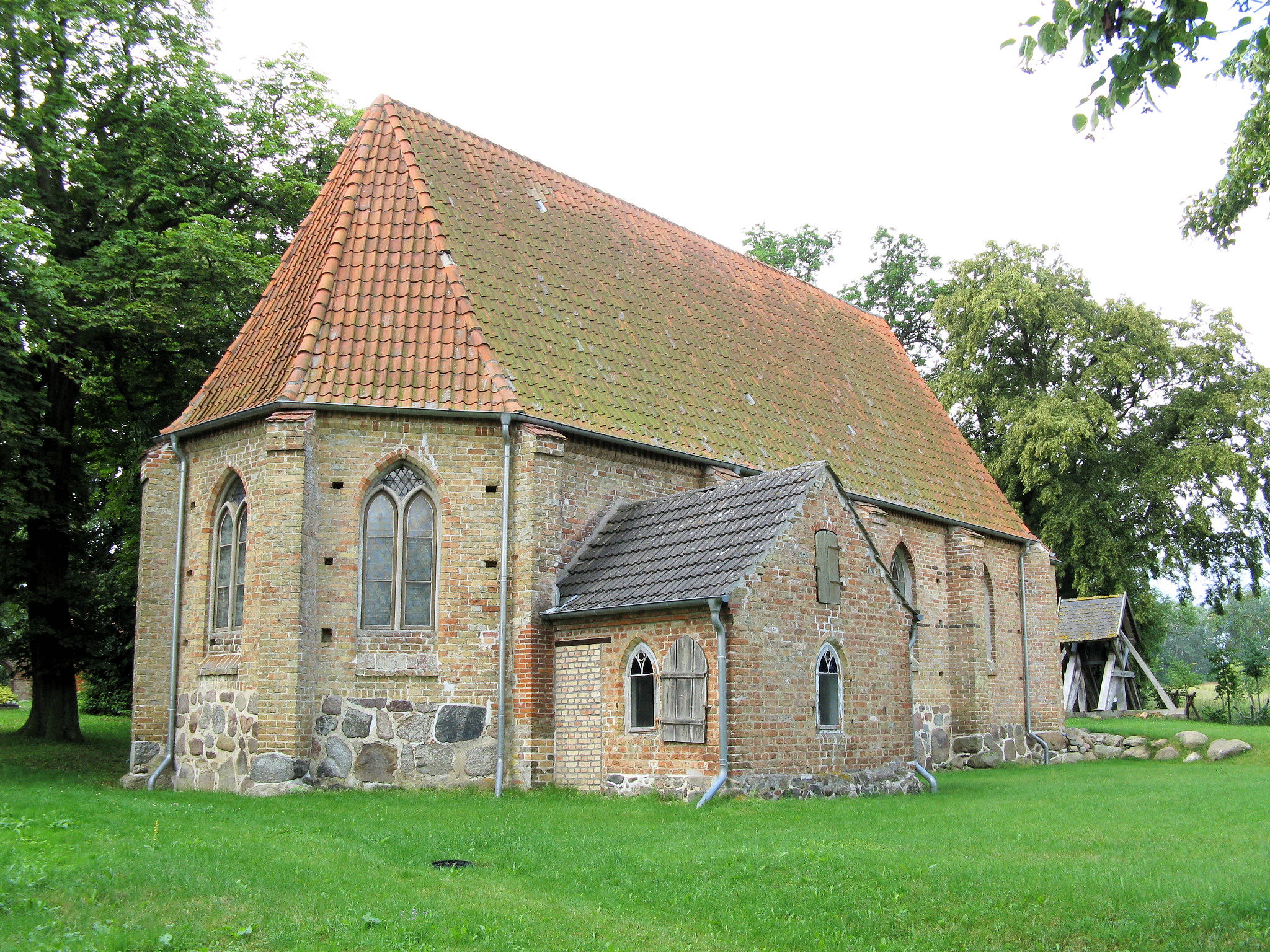
Dorfkirche in Groß Grenz

- Die gotische Dorfkirche Groß Grenz aus der ersten Hälfte des 14. Jahrhunderts ist ein Backsteinbau auf einem Feldsteinsockel, mit dem dreijochigen, kreuzrippengewölbten Langhaus und den durch den Triumphbogen abgeteilten Chor mit einem 5/8-Schluss. Die Fenster sind später im neugotischen Stil spitzbogig ausgeführt. Die Sakristei an der Nordwand ist vom 19. Jahrhundert. Der Kirchturm wurde im 20. Jahrhundert abgetragen. Zur Ausstattung gehören eine Triumphkreuzgruppe, deren Ursprung auf das 15. Jahrhundert geschätzt wird und mit Löwen und Greifen versehene Reliefkacheln.[6]

- Einfaches Gutshaus in Bröbberow von 1756 mit Zwerchgiebel und Krüppelwalmdach; Umbau zum Ferienhaus ab 2014.